# بارتل لیندرت ون در واردن
بارتل لیندرت وان در واردن (به هلندی: Bartel Leendert van der Waerden) دانش‌آموختهٔ دانشگاه آمستردام و دانشگاه گوتینگن در زمینهٔ ریاضیات پیشرفته است. وی مدرک دکترای خود را در زمینهٔ هندسهٔ جبری از دانشگاه آمستردام دریافت نموده‌است. از میان تألیفات ایشان، تاکنون کتاب پیدایش دانش نجوم توسط همایون صنعتی‌زاده به فارسی برگردانده شده‌است.